# Bálint Péter (színművész)
Bálint Péter (Nagyvárad, 1950. június 6. –) magyar színész.

## Életpályája
Nagyváradon született 1950. június 6-án. Nagyszalontán érettségizett az Arany János Gimnáziumban. Színészi diplomáját Marosvásárhelyen, a Szentgyörgyi István Színművészeti Főiskolán szerezte. 1973-ban a Sepsiszentgyörgyi Tamási Áron Színházban kezdte művészi pályáját. 1989 és 2002 között a Veszprémi Petőfi Színházban játszott. 2003-tól a 2007-ig a Soproni Petőfi Színháznak volt tagja. Vendégként fellépett Kecskeméten, Győrben és a budapesti Nemzeti Színházban. 2010-től a zalaegerszegi Hevesi Sándor Színház társulatának színművésze.

## Fontosabb színházi szerepei
- George Bernard Shaw: Az ördög cimborája... Richard
- G. B. Shaw: Szent Johanna... Courcelles kanonok
- Vörösmarty Mihály: Csongor és Tünde... Csongor
- Stendhal: Vörös és fekete... Julien Sorel
- Tamási Áron: Vitéz lélek... Bolha Péter
- Tamási Áron: Tündöklő Jeromos... Gáspár
- Tamási Áron: Csalóka szivárvány... Virág úr
- Fejes Endre: Jó estét nyár, jó estét szerelem!... Fiú
- Pierre Barillet – Jean-Pierre Grédy – Nádas Gábor – Szenes Iván: A kaktusz virága... Julien
- Heltai Jenő A néma levente... Agárdi Péter
- Ion Luca Caragiale: Farsang... Nae Cirimea
- Reginald Rose: Tizenkét dühös ember... 5. esküdt
- Eugene O’Neill: Jones császár... Jones császár
- Gáli József: Szabadsághegy... Boglár Péter
- Maurice Maeterlinck: Szent Antal csodája... Joseph
- Göncz Árpád: Magyar Médeia... Kisandris
- William Shakespeare: Szentivánéji álom... Lysander
- Shakespeare: Lear király... Burgundi fejedelem
- Shakespeare: Vízkereszt, vagy bánom is én... Fábián, Olivia háznépének tagja
- Shakespeare: Makrancos hölgy, avagy a személyiség megzabolázása... Vincentio
- Shakespeare: A windsori víg nők... Nym, Falstaff cimborája
- Hervé: Nebáncsvirág... Robert
- Petőfi Sándor: Tigris és hiéna... Tivadar
- Kovács Attila – Asztalos István: Szellőjáró köpönyeg... kapitány
- Kovács Attila – Asztalos István: István... pap
- Georges Feydeau: Bolha a fülbe... Doktor Finache
- Tersánszky Józsi Jenő–Örkény István: Kakuk Marci... Méltóságos
- Gaal József: A peleskei nótárius... szereplő
- Arthur Miller: Az ügynök halála... Stanley
- Lehár Ferenc: A víg özvegy... Kromow
- Ödön von Horváth: A végítélet napja... Vendéglős ("A vademberhez" címzett fogadó tulajdonosa)
- Kálmán Imre: A montmartrei ibolya... Színigazgató
- Kálmán Imre: Csárdáskirálynő... Endrei László; Rohnsdorf tábornok
- Molnár Ferenc: Üvegcipő... Stetner
- Molnár Ferenc: A doktor úr... Első rendőr
- Ruzante: Csapodár madárka... Tonino
- Hans Sachs: A lovag meg az ibolya... herceg
- Zerkovitz Béla: Csókos asszony... Beleznay; Náci; János házmester
- Déry Tibor – Presser Gábor – Adamis Anna – Pós Sándor: Képzelt riport egy amerikai popfesztiválról... A Pokol angyala
- Ábrahám Pál: Bál a Savoyban... Celestin Fourmint
- Carlo Collodi – Litvai Nelli: Pinokkió... Gepetto
- Nóti Károly: Nyitott ablak... Sámson
- Leonard Bernstein: West Side Story... Glad Hand
- Jerome Kilty: Kedves hazug... G.B. Shaw
- Békeffi István – Lajtai Lajos: A régi nyár... Főúr
- Tennessee Williams: A vágy villamosa... Mitch; Orvos
- Tennessee Williams: Az ifjúság édes madara... Charles Finley
- Tennessee Williams: Macska a forró bádogtetőn... Baugh doktor
- Szép Ernő: Kávécsarnok... Handlé, Luftballonos
- Sarkadi Imre: Oszlopos Simeon... Müller
- William Somerset Maugham: Csodálatos vagy, Júlia... Michel
- Csemer Géza: Gyűlölet nélkül... Steiner Manó (hangszerész)
- Thuróczy Katalin: Casting... Zsiga
- Thuróczy Katalin: Kerített város... Artner Erhard (városi jegyző)
- Jean Anouilh: Becket avagy Isten becsülete... Angol báró I.
- Andrew Lloyd Webber – Tim Rice: Jézus Krisztus szupersztár... Apostol; Főpap
- Ray Cooney: Páratlan páros... Troughton felügyelő
- Ray Cooney: Család ellen nincs orvosság... Sir Willoughby Drake
- Bereményi Géza: Az arany ára... orosz tiszt
- Lázár Ervin: A kisfiú meg az oroszlánok... Láz Jenő, Szigfrid unokaöccse
- Szigligeti Ede: Liliomfi... Kányai, fogadós Telegden
- Molière: Scapin furfangjai... Géronte
- Dale Wassermann–Mitch Leigh: La Mancha lovagja... Kormányzó / Fogadós
- Dean Pitchford – Walter Bobbie – Tom Snow: Footloose... Roger Dunbar (edző)
- Krusovszky Dénes: Az üveganya... Vargha
- Balogh Elemér – Kerényi Imre – Rossa László: Csíksomlyói passió... Plutó; I. Farizeus; Kengyelfutó; Inas
- Richard Rodgers – Oscar Hammerstein II – Howard Lindsay – Russel Crouse: A muzsika hangja... Franz, az inas
- Jaroslav Hašek – Spiró György: Svejk... Kapitány a rendőrségen; Határőr őrmester; Vasutas; Foglár; Cserkesz katona
- Nagy Tibor – Bradányi Iván – Pozsgai Zsolt: A kölyök... Harry Colbert, Mary menedzsere; Bíró
- Tolcsvay László – Müller Péter – Bródy János: Doctor Herz... Einstein
- Tolcsvay László – Müller Péter – Müller Péter Sziámi: Isten pénze... Mr. Ortle/ Schultz
- Bertolt Brecht – Paul Dessau: A szecsuáni jólélek... Lin To, asztalos
- Sánta Ferenc: Az ötödik pecsét... 2.Pártszolgálatos
- Eisemann Mihály – Szilágyi László: Én és a kisöcsém... Kucsera
- Örkény István: Tóték... Elegáns őrnagy
- Jókai Mór–Böhm György – Korcsmáros György – Tolcsvay Béla – Tolcsvay László: A kőszívű ember fiai... Lánghy tiszteletes
- Dés László – Nemes István – Koltai Róbert – Nógrádi Gábor: Sose halunk meg... Ellenőr
- Rákosi Viktor – Nemlaha György: Elnémult harangok... Benedek, kurátor
- Fodor László: Érettségi... Rácz
- Mikszáth Kálmán: A Noszty fiú esete Tóth Marival... Homlódy földbirtokos; Brozik Dániel vendéglős
- Hunyady Sándor: A három sárkány... Borza
- Thomas Meehan – Charles Strouse: Annie, a kis árva... Hajléktalan
- Eric Toledano – Olivier Nakache – Molnár Anna – Perczel Enikő – Szabó Máté: Életrevalók... Lucien, Philipe testvére

## Filmek, tv
- Forró nappalok – forró éjszakák
- Sánta Ferenc: Az ötödik pecsét (színházi előadás tévéfelvétele, 2016)
- Barátok közt (Jeromos atya) (2019)

## Díjak, elismerések
- Nívódíjak